# Lijst van nummer 1-hits in de 3FM Mega Top 50 in 2005
Deze hits stonden in 2005 op nummer 1 in de Mega Top 50, de hitlijst van de Nederlandse radiozender 3FM.
| Datum        | Artiest                         | Titel                           |
| ------------ | ------------------------------- | ------------------------------- |
| 1 januari    | Raffish                         | Plaything                       |
| 8 januari    | Raffish                         | Plaything                       |
| 15 januari   | Artiesten voor Azië             | Als je iets kan doen            |
| 22 januari   | Artiesten voor Azië             | Als je iets kan doen            |
| 29 januari   | Artiesten voor Azië             | Als je iets kan doen            |
| 5 februari   | Artiesten voor Azië             | Als je iets kan doen            |
| 12 februari  | Schnappi                        | Schnappi, das kleine Krokodil   |
| 19 februari  | Schnappi                        | Schnappi, das kleine Krokodil   |
| 26 februari  | Schnappi                        | Schnappi, das kleine Krokodil   |
| 5 maart      | Ch!pz                           | One, Two, Three!                |
| 12 maart     | Ch!pz                           | One, Two, Three!                |
| 19 maart     | Ch!pz                           | One, Two, Three!                |
| 26 maart     | Ch!pz                           | One, Two, Three!                |
| 2 april      | Mario                           | Let Me Love You                 |
| 9 april      | Guus Meeuwis                    | Geef mij je angst               |
| 16 april     | Guus Meeuwis                    | Geef mij je angst               |
| 23 april     | Guus Meeuwis                    | Geef mij je angst               |
| 30 april     | Guus Meeuwis                    | Geef mij je angst               |
| 7 mei        | Kane                            | Something to Say                |
| 14 mei       | Guus Meeuwis                    | Geef mij je angst               |
| 21 mei       | Guus Meeuwis                    | Geef mij je angst               |
| 28 mei       | Guus Meeuwis                    | Geef mij je angst               |
| 4 juni       | Guus Meeuwis                    | Geef mij je angst               |
| 11 juni      | De Jeugd van Tegenwoordig       | Watskeburt?!                    |
| 18 juni      | De Jeugd van Tegenwoordig       | Watskeburt?!                    |
| 25 juni      | De Jeugd van Tegenwoordig       | Watskeburt?!                    |
| 2 juli       | De Jeugd van Tegenwoordig       | Watskeburt?!                    |
| 9 juli       | De Jeugd van Tegenwoordig       | Watskeburt?!                    |
| 16 juli      | Akon                            | Lonely                          |
| 23 juli      | Akon                            | Lonely                          |
| 30 juli      | Akon                            | Lonely                          |
| 6 augustus   | Kane                            | Fearless                        |
| 13 augustus  | Kane                            | Fearless                        |
| 20 augustus  | Ch!pz                           | Carnival                        |
| 27 augustus  | Ch!pz                           | Carnival                        |
| 3 september  | James Blunt                     | You're Beautiful                |
| 10 september | James Blunt                     | You're Beautiful                |
| 17 september | James Blunt                     | You're Beautiful                |
| 24 september | James Blunt                     | You're Beautiful                |
| 1 oktober    | James Blunt                     | You're Beautiful                |
| 8 oktober    | Lange Frans & Baas B            | Het land van...                 |
| 15 oktober   | Lange Frans & Baas B            | Het land van...                 |
| 22 oktober   | Robbie Williams                 | Tripping                        |
| 29 oktober   | Robbie Williams                 | Tripping                        |
| 5 november   | Madonna                         | Hung Up                         |
| 12 november  | Madonna                         | Hung Up                         |
| 19 november  | Madonna                         | Hung Up                         |
| 26 november  | Madonna                         | Hung Up                         |
| 3 december   | Madonna                         | Hung Up                         |
| 10 december  | Madonna                         | Hung Up                         |
| 17 december  | Coldplay                        | Talk                            |
| 24 december  | Geen 3FM Mega Top 50 verschenen | Geen 3FM Mega Top 50 verschenen |
| 31 december  | Coldplay                        | Talk                            |